# Melasina mylica
Melasina mylica är en fjärilsart som beskrevs av Edward Meyrick 1908. Melasina mylica ingår i släktet Melasina och familjen säckspinnare. Inga underarter finns listade i Catalogue of Life.